# Stößen
Stößen − miasto w Niemczech, w kraju związkowym Saksonia-Anhalt, w powiecie Burgenland, wchodzi w skład gminy związkowej Wethautal.

## Geografia
Stößen leży na południowy wschód od Naumburg (Saale).

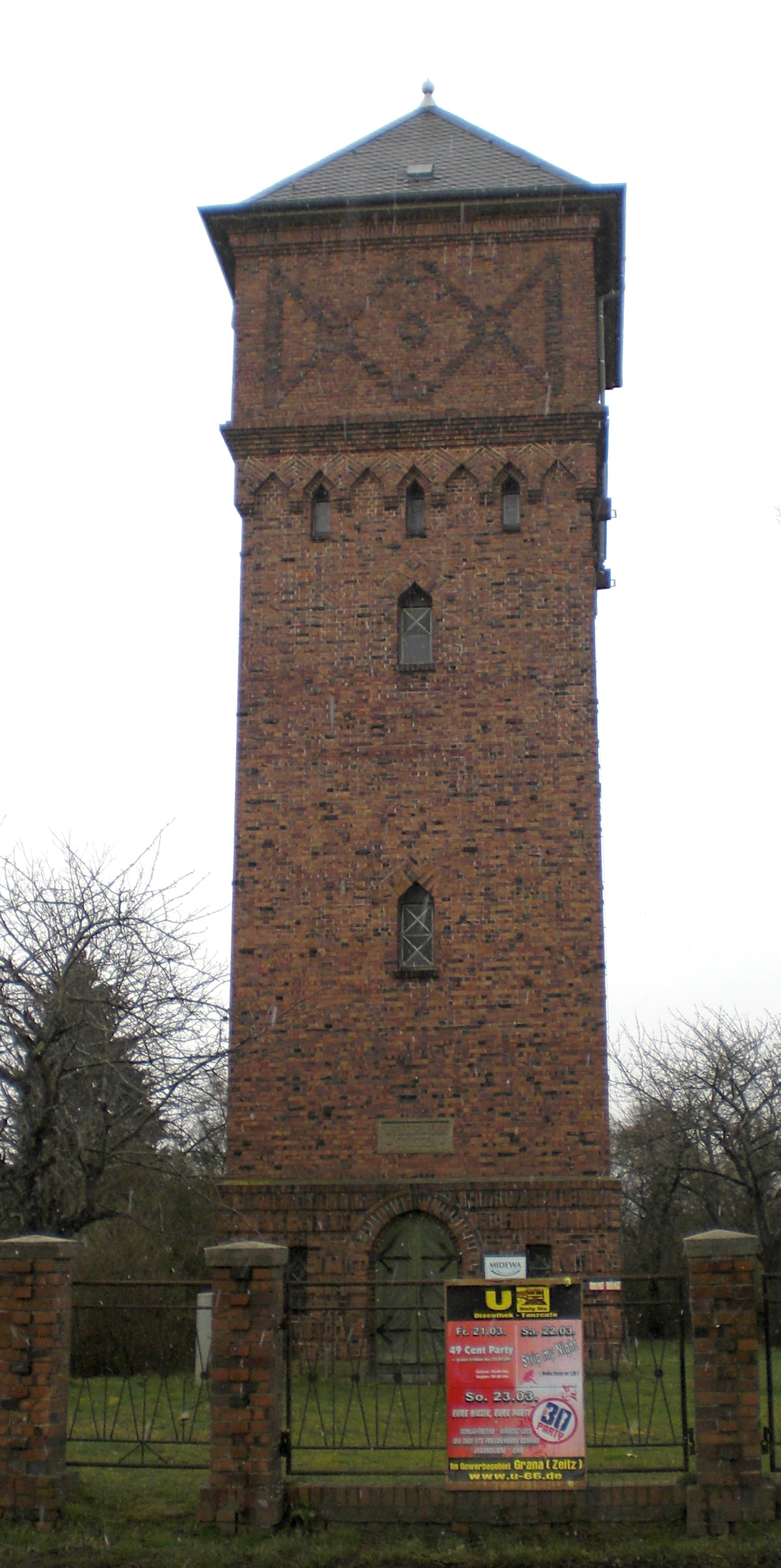
Wieża ciśnień